# 알렉산드라 달스트룀
알렉산드라 달스트룀(Alexandra Dahlström, 1984년 2월 12일 ~ )은 스웨덴의 배우이다. 제34회 굴드바게상 여우주연상 수상자이다.

## 출연 작품
- 올 위 해브 이즈 나우 (2014)
- 브로큰 힐 블루스 (2013)
- 피닉스 버드 (2013)
- 아스트로: 언 어반 페이블 인 어 매지컬 리우데자네이루 (2012)
- 블론디 (2012)
- 미스 스웨덴 (2004)
- 인 베드 위드 산타 (1999)